# Піп Шоу (телесеріал)
Піп Шоу, англ. Peep Show, – це британський ситком з Девідом Мітчеллом та Робертом Веббом у головних ролях. Телепрограму написали Джес Армстронг та Сем Бейн, з додатковими матеріалами від Мітчелла та Вебба, поміж інших. Ситком транслювали на каналі Channel 4 з 2003-го по 2015-ий рік. У 2010-му він став найдовшим комедійним серіалом в історії каналу.
Піп Шоу показує життя Марка Коррігана (Мітчелл) та Джеремі "Джез" Озборна (Вебб), двох друзів, що разом мешкають в квартирі у Кройдоні (Лондон). Марк – соціально недолугий та похмурий кредитний менеджер з цинічним світоглядом, в той час як Джеремі є юним трутнем, безробітним музикантом, що живе у Марковій вільній кімнаті. За стилем, шоу використовує зйомку з точки зору персонажів та накладення голосів думок Марка та Джеремі.
Попри те, що шоу так і не досягло великого комерційного успіху, воно отримувало постійне схвалення від критики та стало культовим. У вересні 2013-го, Channel 4 повідомив, що дев'ятий сезон серіалу буде останнім. Остання серія останнього сезону вийшла в ефір 16 грудня 2015 року.

## Огляд сюжету
В першому сезоні Марк і Джеремі стартують кожен з наміру затягти в ліжко свою сусідку Тоні (Елізабет Мармур), хоча Марк також небезпевно одержимий своєю співробітницею Софі (Олівія Колман), яка, в свою чергу, більше зацікавлена у маскулінному Джефові. Обоє друзів потрапляють у незручні ситуації; Марк страждає від сексуального потягу до свого боса, Алана Джонсона, тоді як Джеремі пригадує, що мав оральний секс з Супер Гансом (Мет Кінг) під час наркотичної гулянки. Вони відчайдушно об'єднуються для телефонного розіграшу Софі та влаштовують атаку перцевим спреєм на Супер Ганса, який почав стосунки з Тоні. До закінчення сезону Марку майже вдається зайнятись сексом з Софі, але нагоду зруйновано передозуванням наркотиків Джеремі; останній стверджує, що смертельно хворіє, щоб отримати сексуальну вигоду від Тоні.
В другому сезоні Джеремі зустрічає безтурботну американку Ненсі (Рейчел Бленчард) і закохується в неї, та досягає певних успіхів у музичній кар'єрі з Супер Гансом. У той же час, життя Марка розвалюється. Софі планує переїхати жити до Джефа. Марк випадково заводить коротку дружбу з неонацистом, закохується у таку ж соціально неадекватну студентку та втрачає її під час непродуманого візиту до свого старого університету. Однак ситуація кардинально змінюється ближче до закінчення сезону, коли Джеремі зізнається Ненсі, яка є на той момент його дружиною (з метою отримання візи), про свою одноразову інтрижку з сусідкою Тоні, що спустошує його подружнє життя. А тим часом Софі покидає Джефа після того, як Марк дізнається, що останній має нахили бабія, та каже про це Софі. У Супер Ганса розвивається наркотична залежність від креку.
Сезон №3 повертає Велику Сюз (Софі Вінклмен) у життя Джеремі. Тим часом, Марк та Софі нарешті стають парою, але Марк знову залишається сам після того, як вона перебирається працювати до Бристоля. Джеремі спокушує сестру Марка, Марк закохується у Велику Сюз. Згодом Джеремі та Супер Ганс роблять спробу відкрити паб. В останній серії Марк планує освідчитись Софі, проте змінює свої наміри, бо розуміє, що їх нічого не поєднує. Попри це він погоджується одружитися з нею, аби уникнути "зніяковілості" після того, як вона знаходить обручку та приймає пропозицію, якої ніхто і не робив. В той же час, намагання Супер Ганса "зіскочити" з наркотиків стають на заваді Джеремі відновити стосунки із Сюз.
Протягом 4 сезону Марк та Софі після заручин відвідують її батьків, де Джеремі спить з її мамою. Велика Сюз вкотре пориває з Джеремі після його спроби продати її на одну ніч Джонсону, з яким вона в результаті і починає зустрічатись. Прагнучи утекти від Софі, Марк починає ходити в спортзал та зустрічає там за роботою Ненсі. Джеремі намагається її повернути. Софі їде у закордонне відрядження, залишивши Марка наодинці з його роздумами, спати чи не спати з однокласницею після зустрічі випускників. Джеремі знаходить високооплачувану роботу домашнім майстром в Оргазоїда, одного з його музичних героїв, проте виявляється, що його наймач очікує від нього "руку допомоги". Марк та Джеремі проводять вихідні вдвох на яхті у форматі холостяцької вечірки, де Марк знайомиться з бізнесменом та переконує йому себе на непогану посаду в Індії, бачачи у цьому можливість уникнути власного весілля. Цей план не провалюється, бо Джеремі випадково вбиває собаку, улюбленця доньки бізнесмена, та намагається приховати цей злочин за допомогою поїдання тварини після невдалої спроби її спалити. У останній серії Джеремі бореться з похміллям Супер Ганса, весіллям, Ненсі та власним непереборним бажанням сходити в туалет. Після кількох спроб уникнути весілля, в тому числі вистрибування на дорогу під колеса авто, освідчення працівниці кафе та переховування у церкві, Марк нехотя все ж одружується із Софі. Однак, усвідомивши, що Марк ховався, аби уникнути весілля, вона втікає від нього після церемонії, вигукнувши, що буде подавати на розлучення, бо він "жахливий".
Більшість подій п'ятого сезону обертаються навколо Маркових пошуків "тієї єдиної". Він запрошує на побачення новеньку айтішницю, Доббі (Айсі Сатті), хоча саме побачення закінчується невдачею, коли вони наштовхуються у туалеті на п'яну Софі. Інтерес Доббі не зникає навіть після того, як Марк змушений відмовитись від її пропозиції побути йому парою на вечірці з нагоди його дня народження, оскільки він повинен взяти з собою австралійку, яку він зустрів на швидкісних побаченнях. Тим часом, у Джеремі закінчуються гроші і він краде банківську картку у Джонсона, за допомогою якої купує багато різного непотребу, а також його тимчасово виганяє з квартири Марк. Джеремі намагається отримати ласий шмат від спадщини, яку після смерті своєї сестри отримала його матір. Стають відомі деталі їхніх відчужених стосунків. Проте мати в захваті від Марка, а її партнер вирішує найняти його своїм військовим біографом. У пориві ревнощів Джеремі руйнує амбіції Марка, коли розповідає, що поки той спав, його зґвалтувала донька ветерана. В останній серії Марку не вдається покликати Доббі на побачення і вона вирішує рухатись далі. Його підвищують на роботі до старшого кредитного менеджера, але він не здатний звільнити Софі за наказом Джонсона, дізнавшись, що вона вагітна, можливо від нього. На завершення виявляється, що Джеремі теж нещодавно спав з Софі, що робить його одним з кандидатів на батьківство.
Шостий сезон починається з закриття ДжіЕлБі Кредит. Загадку про батьківство розгадано: Софі стверджує, що це дитина Марка. Тим часом, Джеремі знайомиться з Єленою, вродливою росіянкою та періодичною дилеркою марихуани, що живе у їхньому будинку. Джеремі стрімко закохується у неї, проте справи стають кепськими, коли стає відомо, що Єлена перебуває у серйозних стосунках з Ґейл, яка от-от повернеться з Лондону. Марк шукає роботу та започатковує компанію з Джонсоном, майже досягає омріяної роботи гідом до історичних прогулянок, та зрештою стає кельнером у мексиканському ресторані Ґейл, все ще не полишаючи сподівань зійтися з Доббі. Джеремі та Марк влаштовують вечірку, де Джеремі відроджує свої почуття до Єлени, Марк блює на змію у відрі, Ґейл та Єлена вирішують об'єднатись у цивільному шлюбі. В останній серії Марк дає слово відвідувати уроки водіня, щоб відвезти Софі до лікарні, коли прийде час пологів, проте після провалення іспиту бреше їй, що успішно його склав. Джеремі затягує депресія через втрату Єлени, особливо після того, як вона повідомляє, що вони з Ґейл переїжджають до Квебеку. У Софі завчасні перейми, вона дізнається, що Марк таки не вміє водити авто, захмелілий Джеремі робить спробу довезти Софі до лікарні та дорогою ледь не наїжджає на Ґейл. Після цього він зізнається, що у них з Єленою був роман, і сезон закінчується тим, що Софі сідає за кермо та самостійно їде до лікарні, з Марком та Джеремі на задньому сидінні.
У сезоні сьомому з'являються Зара та Бен, яких Джеремі зустрічає у лікарні, поки Софі народжує. Джеремі миттєво відчуває потяг до Зари та із задоволенням дізнається, що її хлопець Бен перебуває у реанімації, через що Зара потенційно може залишитись сама. Однак Бен повністю одужує та на знак подяки за приязність до Зари пропонує Джеремі роботу в його студії запису. Джеремі погоджується, сподіваючись, що таким чином він зможе зблизитись із Зарою. Робота йому йде погано, його спроби підписати спільний з Супер Гансом гурт закінчуються невдало, внаслідок чого його виганяють з гурту. Тим часом, Марк випереджає Джерарда та починає зустрічатись із Доббі, хоч і все ще ніяковіючи у її присутності. Джеремі спить з Зарою, і коли Марк приходить до нього, вони застрягають замкнені у під'їзді будинку Зари, через що Марк пропускає хрестини власного сина. Наприкінці сезону Джеремі вирішує з'їхати з квартири та почати жити спільно з Зарою, поки Марк прагне врятувати стосунки з Доббі та наважується запропонувати їй перебратись до нього. Доббі погоджується, проте Зара відмовляє Джезові після того, як дізнається, що він фліртував з подругою Супер Ганса, внаслідок чого він залишається сам.
Восьмий сезон розпочинається з чекання Марка на переїзд до нього Доббі, тоді як Доббі чекає на виселення Джеремі. Марк має підозру, що Доббі насправді ніколи не перебереться до нього, і що Джерард намагається вкрасти її у нього; однак Джерард помирає від грипу. Джеремі та Супер Ганс мирно припиняють діяльність свого гурту, через що Джеремі починає розмірковувати над своїм життям та зрештою погоджується пройти курс терапії за рахунок Марка. Вражений результатом курсу Джеремі вирішує стати коучем, проте завалює сумнівної якості навчальні курси. Тоді Марк дарує йому несправжній сертифікат коуча і Джеремі розпочинає "коучити" усіх, хто йому це дозволить, що завдає їм емоційної та особистої шкоди. Джеремі також починає закохуватись у Доббі та планує сказати про свої почуття, але Марк робить це першим. Поки Марк з Джеремі чубляться, Доббі залишає місце події та, ймовірно, перебирається до Нью-Йорка.
Дев'ятий сезон стартує із зустрічі Марка і Джеза вперше за півроку. Марк все ще ображається на Джеза за те, що вони з Доббі розійшлись. Джез живе в Супер Ганса у ванні, у Марка новий співмешканець. Після примирення вони далі беруться за своє. Джеремі починає зустрічатись з молодшим від себе хлопцем, поки Марк відшукує Ейпріл (Кетерін Шеперд, вже з'являлась в одній із серій 2 сезону), бо переконаний, що вона є ідеальною жінкою для нього, хоч і одружена. Доббі перебралась до Нью-Йорка та має нового хлопця, який згодом відлупцює Марка за те, що той стежив за Доббі. Далі виявляється, що Софі стала депресивною п'яницею та перебуває у стосунках з чоловіком, який швидше за все її зраджує. Вона пропонує Маркові почати все з початку, на що він спочатку погоджується, проте згодом вирішує спробувати посварити Ейпріл з її чоловіком та почати нове життя з нею. В останній серії усі попередні брехні та невдалі вибори головного дуету наздоганяють їх. Марк втрачає роботу в банку за те, що якось організував Джеремі позику (за іронією, щоб скористатись з цього), попередньо не отримавши від нього необхідних документів. На його місце стає Джеф. Джо, хлопець Джеремі, залишає його після його брехні про свій вік та професійні успіхи. Моллі, дружина Супер Ганса, засмучена, що не може припинити його дикий спосіб життя, і залишає його після того, як він допомагає викрасти чоловіка Ейпріл. Супер Ганс зрештою переїжджає до Македонії, щоб відкрити свою справу, прокат мопедів, залишивши Джеремі та Марка. Як завжди, через власний егоїзм, вони повертаються до одного і того ж: Марк втрачає Ейпріл та роботу, Джеремі є тим же невдахою, що і колись. У фінальній сцені вони обоє дивляться телебачення, Джеремі ставить дурні запитання, а Марк нагадує собі, що "мусить позбутись його".

## Постійні та періодичні актори
- Девід Мітчелл у ролі Марка Коррігана, кредитного менеджера у вигаданій компанії ДжіЕлБі Кредит. Відповідальний, проте і соціально недолугий та пригнічений, Марк є власником квартири на околиці Кройдона на півдні Лондона, яку він ділить з своїм найкращим університетським другом Джеремі.
- Роберт Вебб у ролі Джеремі "Джез" Озборна, безробітного амбіційного музиканта та нахлібника, що живе у вільній кімнаті кройдонівської квартири Марка. Він є боягузливим, юнакуватим та досить зверхнім, а також вважає себе вкрай здібним та привабливим. Попри те, Джеремі досягає значно більше соціального успіху, аніж Марк.
- Мет Кінг у ролі Супер Ганса, напарника Джеремі в гурті та його друга. Він є безнадійним мрійником, що регулярно вживає рекреаційні наркотики.
- Олівія Колман у ролі Софі Чепмен, досить неохайної та неврівноваженої співробітниці у ДжіЕлБі, та об'єкту кохання Марка та Джеремі впродовж більшості серій. Софі та Марк з часом одружаться, хоча і зі швидким розлученням опісля, і згодом вона народить від нього дитину.
- Патерсон Джозеф у ролі Алана Джонсона, старшого кредитного менеджера у ДжіЕлБі, керівника Марка у більшості серій. Він чепурний, впевнений у собі, та має досить нерозсудливе ставлення до роботи і життя.
- Ніл Фіцморіс у ролі Джефа Гіні, колеги та затятого ворога Марка у ДжіЕлБі Кредит.  Ці двоє часто конфліктують через Софі, де Джефова переважно мужня, залякувальна поведінка слугує контрастом для більш м'якої персони Марка.
- Айсі Сатті у ролі Доббі, ІТ працівниці в ДжіЕлБі та усвідомленої соціальної невдахи, як і Марк, почуття якого до неї стрімко розвиваються. Попри їх часом непрості стосунки, наприкінці сьомого сезону Марк запрошує Доббі жити разом з ним. Восьмий сезон закінчується тим, що Доббі вирішує перебратись до Нью-Йорку.
- Джим Говік у ролі Джерарді Метью, Маркового хворобливого співробітника та "запасного" друга, а з часом і суперника у боротьбі за прихильність Доббі.
- Софі Вінклмен у ролі Великої Сюз, колишньої дівчини Джеремі та його частого романтичного об'єкту. Вона приваблива, але наївна. Марк описує її як "божевільну цяцю".
- Еліза Л. Беннет у ролі сестри Марка Сари Корріган. Впродовж серіалу вона періодично потрапляє у романтичні походеньки з Джеремі, часто всупереч його намірам.

## Сприйняття
Серіал було сприйнято зі схваленням критиків, його вважають культовим телешоу. 
Видання Гардіан описало шоу як "найкращу комедію декади". Рікі Джервейс висловився, що "останнє, чим я по-справжньому захопився на британському телебаченні, було Піп Шоу, яке мені видалось найкращим ситкомом після "Отця Теда".

### Нагороди та вшанування
Піп Шоу отримало кілька нагород:
- У 2004-му: Золота троянда за "Найкращий європейський ситком";
- Наприкінці 2006-го, одразу після 3 сезону: Британська комедійна премія за найкращу телекомедію[11];
- У 2007, 2009 та 2010 роках за Піп Шоу проголосували у номінації "Найкращий повторний британський телеситком" на Comedy.co.uk Awards[12][13][14]. У 2008-му – "Комедія року"[15];
- Таку ж нагороду шоу отримало у 2007 році, також на цій церемонії Мітчелл отримав нагороду в категорії "Найкращий телекомедійний актор"[16];
- Мітчелл та Вебб були нагороджені премією Королівської Телевізійної спільноти за комедійне виконання у 2007 році;
- Четвертий сезон переміг у номінації "Найкращий ситком" Британської академії телебачення та кіномистецтва у 2008 році;
- У 2009 році Бейн та Армстронг перемогли у номінації "Автор – Комедія" Королівської Телевізійної спільноти;
- Мітчелл отримав премію Британської академії телебачення та кіномистецтва за "Найкращу комедійну гру" у 2009 році.

## Зовншні посилання
- Піп Шоу на Internet Movie Database
- Піп Шоу на British Comedy Guide